# Arbutus menziesii
Суничник Мензиса (Arbutus menziesii) — вид рослин родини вересові (Ericaceae).

## Назва
Назву суничник дерево отримало ще від іспанських поселенців, що помітили його схожість з суничником звичайним (Arbutus unedo).

## Будова
Вічнозелена листяна рослина до 30 м висотою. Дуже міцне дерево, що здатне витримувати сильні вітри, брак поживних речовин у ґрунті, лісові пожежі. Має помітну гладеньку кору, що впродовж більшої частини року має насичений коричнево-оранжевий колір, а влітку блякне і починає відшаровуватися, оголяючи молоду зеленовато-кремову кору, прохолодну і клейку на дотик. Суничник має білі дзвоникоподібні квіти у великих суцвіттях та тверді кулясті плоди зі зморшкуватою шкіркою та кислуватим смаком.

## Поширення та середовище існування
Росте на західному узбережжі Північної Америки: від Південно-західної частини Британської Колумбії (Канада) до північної частини півострова Каліфорнія (Мексика), де трапляється найчастіше між узбережжям Тихого океану до гір Сьєрра-Невада. Зустрічається на кам'янистих ґрунтах у хвойних лісах разом з Pinus ponderosa та у вічнозелених рідколіссях.

## Практичне використання
Корінне населення Америки вживало плоди суничника в їжу, переважно у вигляді сидру, оскільки вони містять високу концентрацію таніну. З кори робили лікувальний чай.

## Галерея

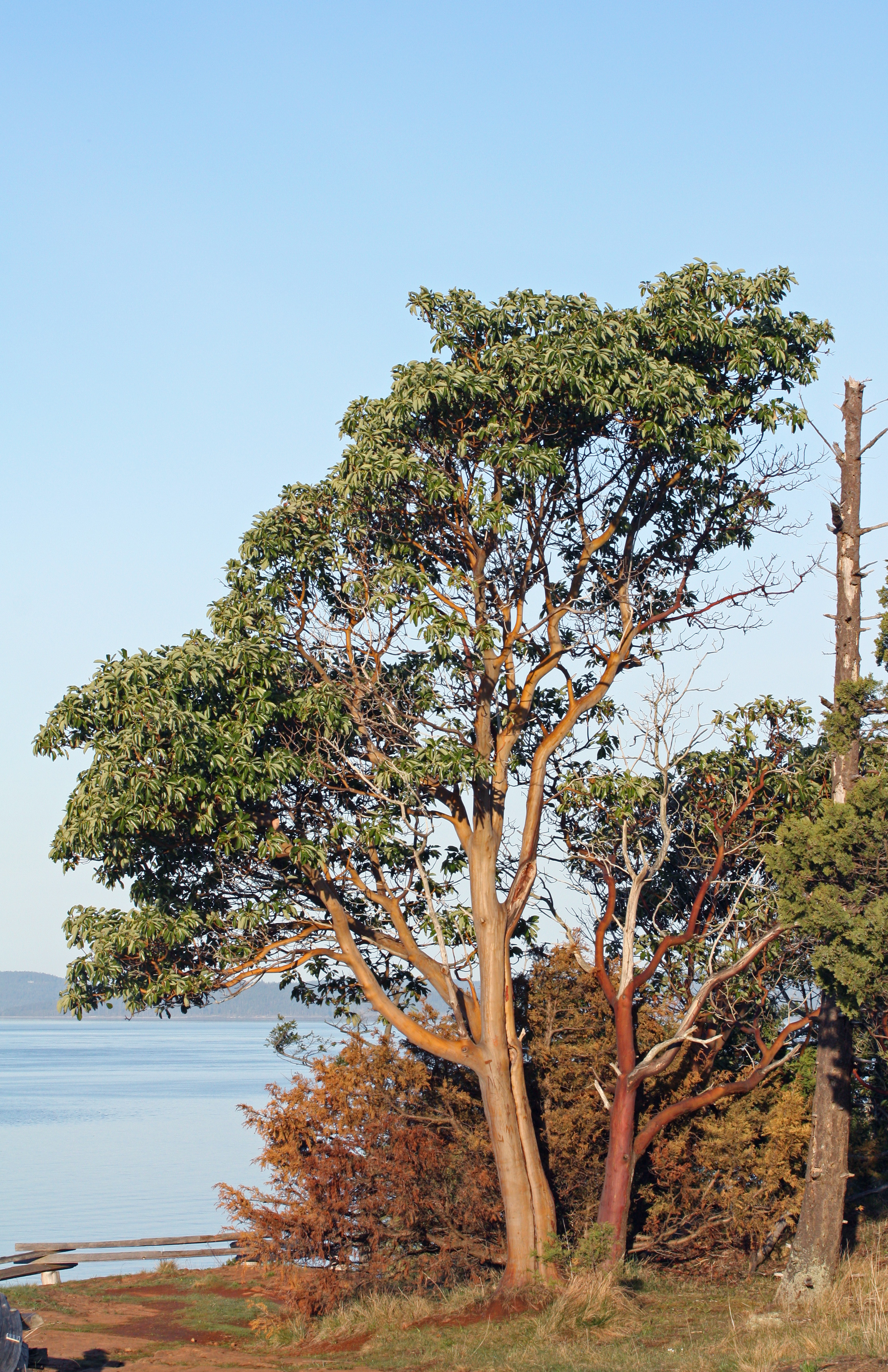
Доросле дерево
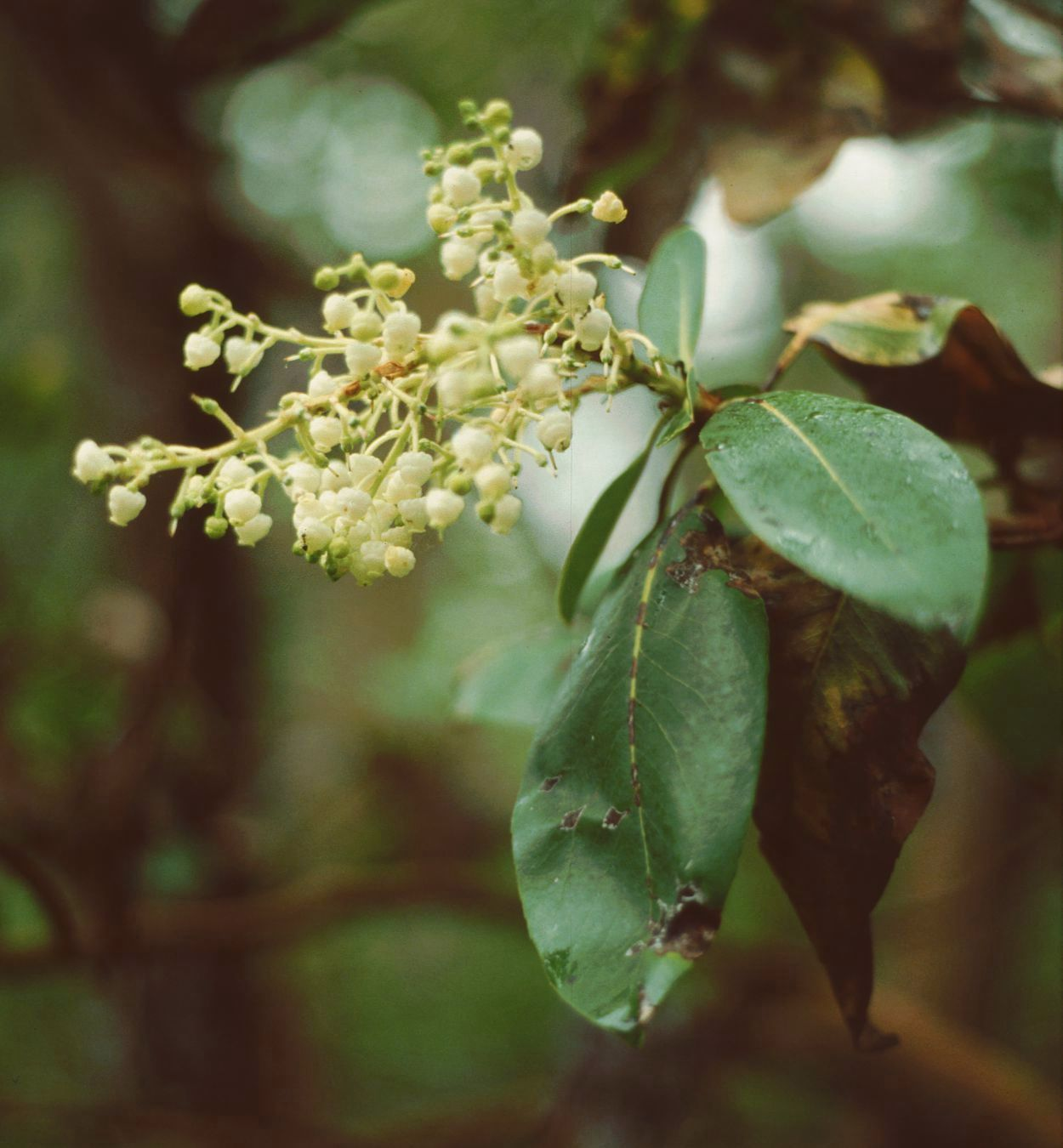
Квіти у китицях
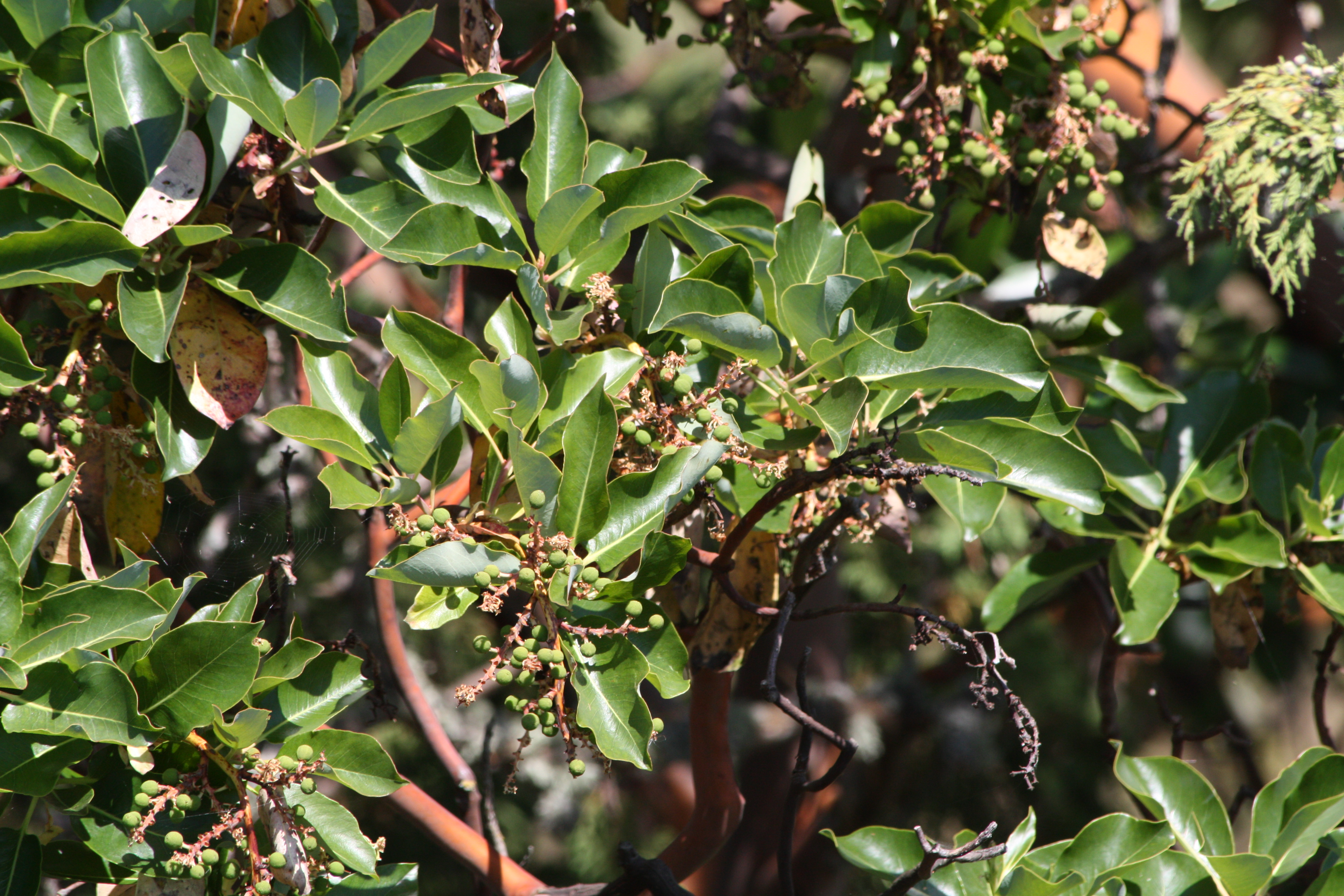
Листя
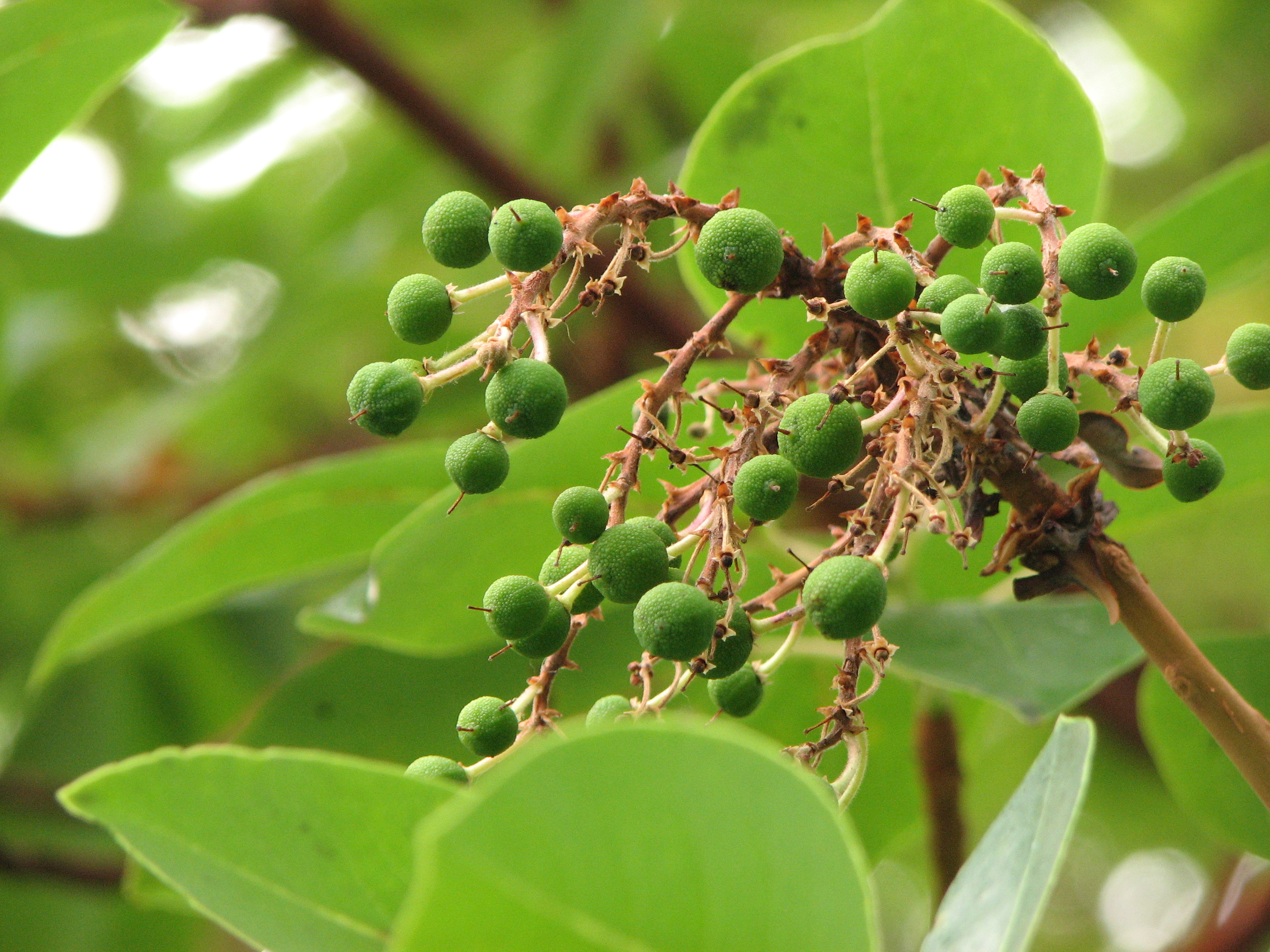
Нестиглі плоди
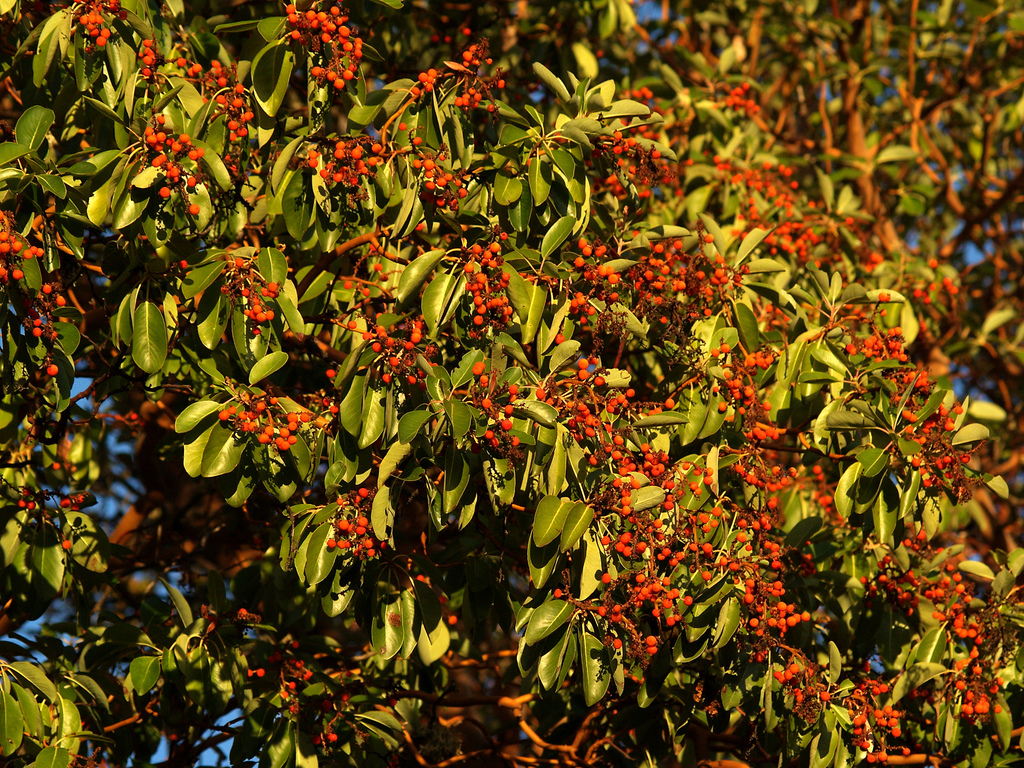
Стиглі плоди
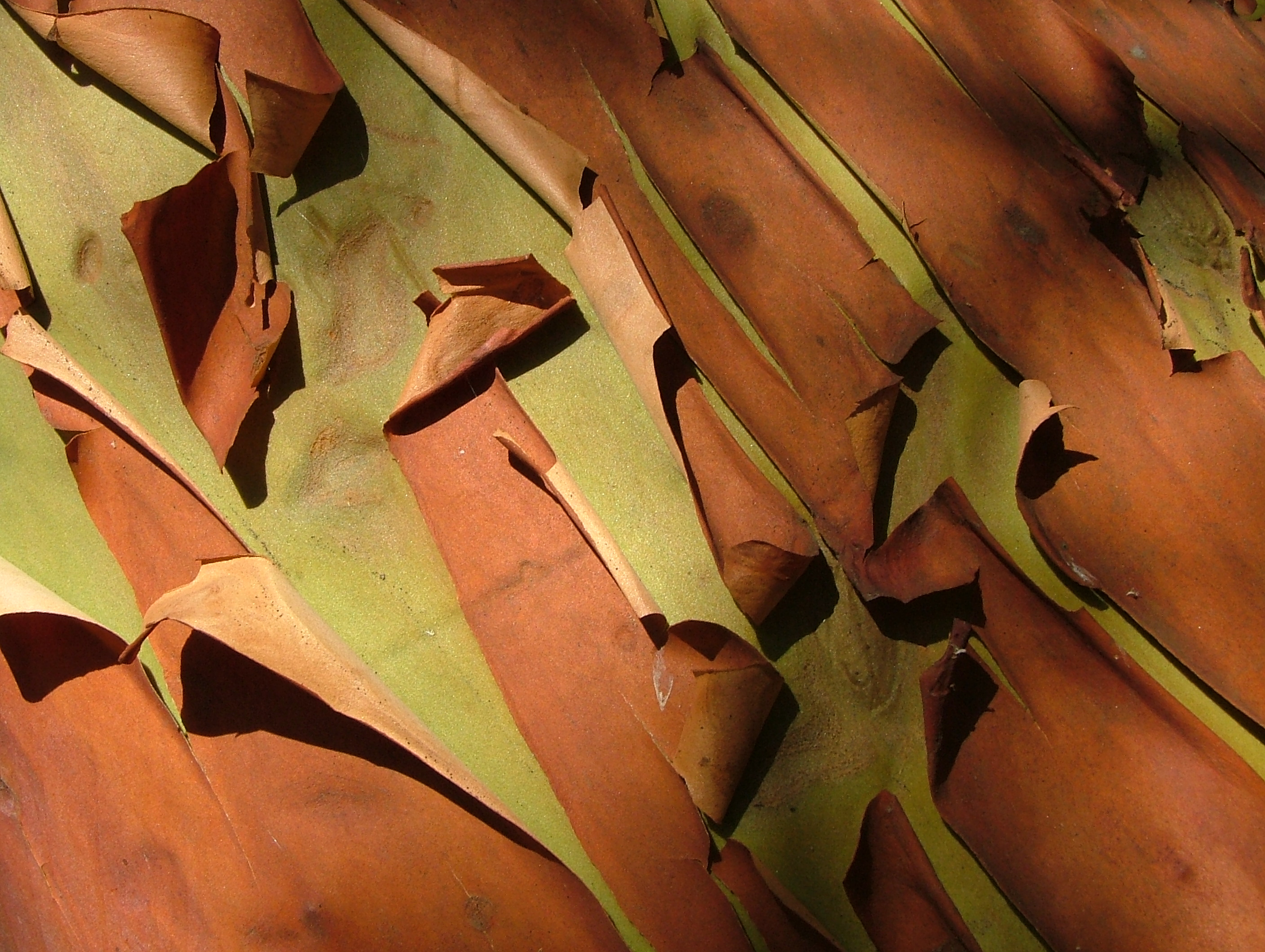
Стара і молода кора